# Сумеречный критериум Рочестера
Сумеречный критериум Рочестера (англ. Rochester Twilight Criterium) — шоссейная однодневная велогонка, проходящая по территории США с 2003 года.

## История
Гонка была создана в 2003 или 2004 году и проводилась в рамках национального календаря.
В 2007 году вошла в календарь Американского тура UCI с категорией 1.2.
На следующий 2008 год стала многодневной с категорией 2.2. Она состояла из трёх этапов — индивидуальной гонки, критериума и группового этапа.
В 2009 году планировалось расширить продолжительность гонки до шести этапов которые должны были проходить по всему региону Фингер-Лейкс под новым названием Тур Нью-Йорка (фр. Tour de New York). Однако она была отменена по финансовым соображениям и перестала проводиться.
В 2015 году гонка была возрождена в рамках национального календаря. В 2020 и 2021 годах гонка была отменена из-за пандемии COVID-19.
За исключением 2008 года, когда она была многодневной, гонка проводится в формате критериума. Её маршрут проходит по центральным улицам города Рочестера в штате Нью-Йорк, а сама гонка проводится после 18:00 по местному времени в темноте при искусственном освещении.

## Призёры
| Год  | Победитель       | Второй          | Третий                     |          |
| ---- | ---------------- | --------------- | -------------------------- | -------- |
| 2003 | Джонатан Хэмблен |                 |                            |          |
| 2004 | Хосе Алехандро   | Крейг МакКартни | Чак Койл                   |          |
| 2005 | Хуан Хосе Аэдо   | Кайл Уэмсли     | Василий Давиденко          |          |
| 2006 | Хилтон Кларк     | Дэн Шматц       | Себастиан Александр        |          |
| 2007 | Хилтон Кларк     | Камерон Эванс   | Кайл Уэмсли                |          |
| 2008 | Доминик Роллен   | Антонио Круз    | Райан Рот                  |          |
| 2015 | Альдо Ино Илешич | Карлос Альсате  | Райан Эйтчесон             |          |
| 2016 | Люк Киаф         | Райан Эйтчесон  | Эдвард Вил                 |          |
| 2017 | Кертис Уайт      | Филипп Шорт     | Джефф Шиллер               |          |
| 2018 | Джефф Шиллер     | Скотт Макгилл   | Тревор О'Доннелл           |          |
| 2019 | Роберт Срока     | Коннор Сале     | Сезар Альберто Марте Ариас |          |
| 2020 | отменено         | отменено        | отменено                   | отменено |
| 2021 | отменено         | отменено        | отменено                   | отменено |
| 2022 |                  |                 |                            |          |
| 2023 | отменено         | отменено        | отменено                   | отменено |